# Witvleugelmees
De witvleugelmees (Machlolophus nuchalis; synoniem: Parus nuchalis) is een zangvogel uit de familie Paridae (mezen).

## Verspreiding en leefgebied
Deze soort is endemisch in centraal en zuidelijk India.

## Status
De grootte van de populatie is in 2001 geschat op 2500-10.000 volwassen vogels. De populatie is klein en aangenomen wordt dat de aantallen afnemen door habitatverlies. Op de Rode lijst van de IUCN heeft deze soort daarom de status kwetsbaar.